# فيكي سبنسر
فيكي سبنسر (بالإنجليزية: Vicki Spencer)‏ هي مغنية مؤلفة أمريكية، ولدت في 1945.

## وصلات خارجية
- الموقع الرسمي